# Sociedad
Sociedad è un comune del dipartimento di Morazán, in El Salvador.